# Chartreuse de Cantave
La chartreuse de Cantave, Kartause Vogelsang, en allemand, ou chartreuse de la Compassion-de-la-Vierge-Marie, Domus Compassionis Beatæ Virginis Mariæ, en latin, est un ancien monastère, aujourd'hui disparu, de l'ordre des Chartreux, fondée en 1478 en Allemagne près de Juliers, en Rhénanie.

## Histoire
L'initiative de cette fondation revient à Guillaume III de Juliers, duc de Juliers, qui, dans ce but, avait mis de côté 15 000 florins d'or ; mais ni lui ni ses successeurs immédiats ne peuvent réaliser ce projet.
Son arrière-petit-neveu, Guillaume IV, de Juliers, duc de Juliers, signe à Düsseldorf, le 18 mars 1478, un document par lequel lui et son épouse, Élisabeth de Nassau-Sarrebruck, laissent aux chartreux, en échange de la somme promise par leur aïeul, le domaine de Cantave (Vogelsang), près de la ville de Juliers, pour y établir un monastère. Le même acte assure en outre aux chartreux 60 arpents de bois  dans la forêt de Hambach, plus le droit d'user des eaux de la Rour ainsi que l'exemption de la douane. Les chartreux venus de Ruremonde s’installent immédiatement dans l'ancien château ducal, mais l'espace manque pour construire une chartreuse. Le 10 août 1478, Hermann von Brakel, prévôt de Clèves, offre 1 000 florins d'or ainsi qu'une rente annuelle de 82 florins pour doter quatre cellules.
L'empereur Charles Quint confirme ces donations et privilèges quand il vient à Cologne en 1531. Rapidement, des bienfaiteurs portent remède à une situation financière originellement difficile. Jean d'Efferen et Régine de Gymnisch, son épouse, donnent, à l'occasion de la profession de leur fils Guillaume, leur château de Juchen avec une soixantaine d'arpents et, en outre, 200 florins d'or pour une cellule. Régine fait aussi présent d'une quantité de livres précieux.
Pendant la Réforme, Lanspergius, venant de la Chartreuse de Cologne, est le prieur de la maison. Il soutient le besoin d'un renouveau spirituel fondamental, mais sans passer à l'enseignement luthérien. Ses publications ont fait de lui une figure importante de la réforme catholique. Bien que la maison ne soit pas encore économiquement sûre, elle reçoit quand même d'autres donations et est appréciée par le souverain.

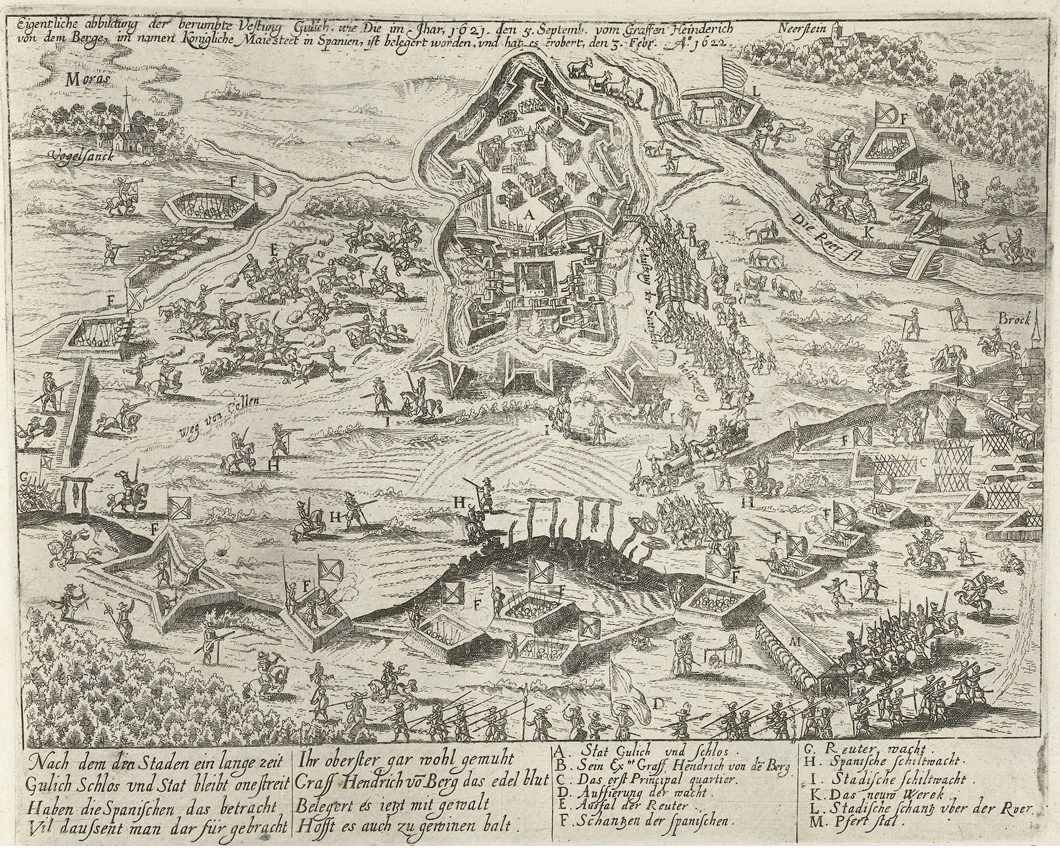
Siège et capture de Juliers par Hendrik van den Bergh en 1622, la chartreuse est représentée en haut à gauche

Elle est saccagée par les Gueux en 1578 et abandonnée par les moines en 1590 qui se dispersent dans diverses chartreuses. Le monastère est complètement détruit en 1610 pendant la guerre de succession de Juliers. Elle est reconstruite et les moines reviennent en 1615. 
Le XVIIIe siècle est caractérisé pour la chartreuse par une période de prospérité, mais les moines doivent l'abandonner de nouveau devant l'arrivée des troupes révolutionnaires françaises en 1794. Ils tentent d'en reprendre possession en 1798, mais les lois napoléoniennes de 1802 les en expulsent définitivement.
La Chartreuse devient d'abord une taverne publique ; on y héberge ensuite quatre cents vétérans ; enfin, après la chute de l'Empire en 1814, les terres sont vendues et l'église démolie. À la fin du XIXe siècle, un incendie détruit presque tout ce qui existait des anciens bâtiments.

## Prieurs
Le prieur est le supérieur d'une chartreuse, élu par ses comprofès ou désigné par les supérieurs majeurs.
- 1478 : Gérard de Harlem, recteur, venant de Ruremonde
- Jean de Dinslaken, recteur qui devient ensuite le premier prieur.
- Evrard d'Efferen, profès de Cologne.
- Georges d'Efferen, profès de Trêves.
- 1530-1535 : Lanspergius.
- 1651-1565 : Nicolas Comitius
- Theodor Monheim
- 1681-1731 : Antonius Basel (1636-†1731), profès de Ruremonde, prieur de Cantave pendant 44 ans.
- Bruno Gelich, (†1770).
- Ignace Wilden, (†1786).
- 1796 : Carl Unkraut (1731-1823), venu de la chartreuse de Hildesheim, en 1778.